# Donna Reed
Donna Mullenger (Denison, Iowa, 27 de janeiro de 1921 — Beverly Hills, Califórnia, 14 de janeiro de 1986), mais conhecida como Donna Reed, foi uma atriz norte-americana.

## Biografia
Educada no colégio municipal de Los Angeles, exibia-se em peças escolares. Estenodactilógrafa, pensou, num momento, em conquistar Hollywood. Eleita rainha pelos colegas, conseguiu fazer com que publicassem uma foto sua nos jornais da cidade. Depois disso a Metro-Goldwyn-Mayer contratou-a, em 1941.
Entre seus filmes mais famosos, destacam-se A Felicidade não Se Compra (1946), de Frank Capra, e A um Passo da Eternidade (1953), de Fred Zinnemann.
Nos anos 1980, pouco antes de falecer, substituiu durante uma temporada (1984/85) a atriz Barbara Bel Geddes no papel de Dona Ellie Ewing no seriado Dallas.

## Trabalhos no cinema
| - Yellow-Headed Summer (1974) - The Whole Truth (1958) .... Carol Poulton - Beyond Mombasa (1956) .... Ann Wilson - Backlash (1956) .... Karyl Orton - Ransom! (1956) .... Edith Stannard - The Benny Goodman Story (1955) .... Alice Hammond - The Far Horizons (1955) .... Sacajawea - The Last Time I Saw Paris (1954) .... Marion Ellswirth/Matine - Three Hours to Kill (1954) .... Laurie Mastin - They Rode West (1954) .... Laurie MacKaye - Gun Fury (1953) .... Jennifer Ballard - The Caddy (1953) .... Kathy Taylor - From Here to Eternity (1953) .... Alma Burke - Raiders of the Seven Seas (1953) .... Alida - Trouble Along the Way (1953) .... Alice Singleton - Hangman's Knot (1952) .... Molly Hull - Scandal Sheet (1952) .... Julie Allison - Saturday's Hero (1951) .... Melissa - Chicago Deadline (1949) .... Rosita Jean D'Ur - Beyond Glory (1948) .... Ann Daniels - Green Dolphin Street (1947) .... Marguerite | - It's a Wonderful Life (1946) .... Mary Hatch Bailey - Faithful in My Fashion (1946) .... Jean Kendrick - They Were Expendable (1945) .... Sandy Davyss - The Picture of Dorian Gray (1945) .... Gladys Hallward - Gentle Annie (1944) .... Mary Lingen - See Here, Private Hargrove (1944) .... Carol Holliday - Thousands Cheer (1943) .... Customer in Red Skelton Skit - The Man from Down Under (1943) .... Mary Wilson - Dr. Gillespie's Criminal Case (1943) .... Marcia Bradburn - The Human Comedy (1943) .... Bess Macauley - Eyes in the Night (1942) .... Barbara Lawry - Apache Trail (1942) .... Rosalia Martinez - Calling Dr. Gillespie (1942) .... Marcia Bradburn - Mokey (1942) .... Anthea Delano - The Courtship of Andy Hardy (1942) .... Melodie - The Bugle Sounds (1942) .... Sally Hanson - Personalities (1942) (não creditada) - Babes on Broadway (1941) (não creditada) .... secretária de Jonesy - Shadow of the Thin Man (1941) .... Molly - The Get-Away (1941) .... Terry O'Reilly |